# Kulcsár Krisztián
Kulcsár Krisztián (Budapest, 1971. június 28. –) világ- és Európa-bajnok, olimpiai ezüstérmes magyar párbajtőrvívó, sportvezető, 2017–2022 között a Magyar Olimpiai Bizottság (MOB) elnöke. Kulcsár Győző négyszeres olimpiai bajnok párbajtőrvívó unokaöccse, Móna István olimpiai bajnok öttusázó nevelt fia. Édesapja Kulcsár Gábor sokszoros válogatott kosárlabdázó.
Legnagyobb sikereit a Budapest Honvéd versenyzőjeként érte el. Párbajtőrben négy olimpián – 1992-ben, 1996-ban, 2004-ben és 2008-ban – képviselte a magyar színeket. 1992-ben Barcelonában és 2004-ben Athénban csapatban ezüstérmet szerzett. Emellett a vívó-világbajnokságokon összesen három arany- és két bronzérmet, az Európa-bajnokságokon két arany-, egy ezüst- és egy bronzérmet szerzett.

## Pályafutása

### Sportolóként
1992 előtt
Úszóként, majd öttusázóként kezdett sportolni. 15 éves korától foglalkozott kizárólag vívással. Az 1988-as kadett Európa-bajnokságon helyezetlen volt. Az 1989-es Ifjúsági Barátság Versenyen csapatban első lett. A következő évben a junior vb-n a 16 között esett ki. 1991-ben junior világ kupát nyert. A felnőtt vb-n egyéniben 76. helyen végzett, csapatban kiesett. A junior vb-n 15. lett. Az 1992-es olimpián egyéniben 15., csapatban ezüstérmes volt.
1993–1996
Az 1993-as vb-n egyéniben kiesett, csapatban 11. volt. Az universiadén ezüstérmet szerzett egyéniben és csapatban. Az Európa-bajnokságon hatodik helyezést ért el. 1994-ben a vb-n egyéniben 21., csapatban kilencedik lett. Az Eb-n kiesett. A következő évben a vb-n egyéniben 76.-ként végzett, csapatban a dobogó harmadik fokára állhatott. Az Európa-bajnokságon kiesett. Az universiádén csapatban aranyérmes volt. Az 1996. évi nyári olimpiai játékokon egyéniben 20., csapatban 6. helyezést ért el. 1996-tól a sportolás mellett dolgozott is.
1997–2000
Az 1997-es világbajnokságon kiesett, csapatban ötödik lett. 1998-ban az Európa-bajnokságon és a világbajnokságon csapatban első lett, egyéniben kiesett. A férfi párbajtőr válogatott 1998-ban az év magyar csapata lett. A következő évben az Európa-bajnokságon egyéniben ötödik, csapatban hetedik helyen végzett. A világbajnokságon egyéniben 14., csapatban 10. volt. A 2000-es Európa-bajnokságon egyéniben bronzérmes, csapatban ötödik volt.
2001–2004
A 2001-es Európa-bajnokságon egyéniben ötödik, csapatban negyedik lett. A vb-n egyéniben kiesett, csapatban világbajnokságot nyert. A következő évben a világbajnokságon 13., csapatban 9.-ként végzett. 2003-ban munkahelyi elfoglaltságai miatt csak a vb indulást vállalta. Itt egyéniben a 29., csapatban a 13. helyen zárt. 2004-ben a csapat világ kupán vívta ki az olimpiai indulás lehetőségét. Az Európa-bajnokságon egyéniben nyolcadik, csapatban 12. volt. Az olimpián csak csapatban szerepelt, mellyel ezüstérmet szerzett.
2005–2008
A 2004-es olimpiát követően bejelentette visszavonulását, viszont két évvel később visszatért, majd a 2007-es világbajnokságon aranyérmet szerzett egyéniben, csapatban pedig harmadik helyezett lett. Az Európa-bajnokságon egyéniben kiesett, csapatban aranyérmet nyert. A 2008-as Európa-bajnokságon egyéniben 29., csapatban második helyezést ért el. Az olimpián egyéniben 18., csapatban ötödik volt.
2008 után
Bár a 2008-as pekingi nyári olimpiai játékok után ismét visszavonult az aktív sportolástól, de hobbiszinten vívott. A Vasas csapatának tagjaként 2012. december 17-én megszerezte pályafutása első egyéni aranyérmét a magyar bajnokságon.

### Sportvezetőként
Az Európai Vívó Szövetségben 2005-ben a propaganda, 2009-ben a végrehajtó bizottság tagja lett. 2008-ban beválasztották a Nemzetközi Vívó Szövetség versenyszabály bizottságába. A Magyar Olimpiai Bizottság tagja. 2004–2012 között a Magyar Vívószövetség elnökségi tagja. 2012-ben jelölték a magyar szövetség társelnöki tisztségére, azonban az elnökválasztás után visszalépett, emiatt nem választottak társelnököt. Civilben jogász- és közgazdászdiplomát is szerzett. A CIB Bank főosztályvezetője, majd a BÁV Bizományi és Kereskedőház és Záloghitel Zrt. vezérigazgatója volt (2010–2014).
2013 júliusában a vívószövetség általános alelnöke lett, azonban ezt a posztját csak rövid ideig töltötte be, mert 2014 júniusától a Nemzetközi Vívószövetség (FIE) technikai igazgatójaként dolgozott tovább.
2017. május 2-án a Magyar Olimpiai Bizottság (MOB) tisztújító közgyűlése a szervezet elnökévé választotta. 2021. december 30-án a MOB rendkívüli közgyűlésén megvonták a bizalmat tőle. A szavazást követően bejelentette, hogy 2022. január 31-ével lemond a MOB elnöki tisztségéről.

## Díjai, elismerései
- Magyar Köztársasági Ezüst Érdemkereszt (1992)
- Honvédelemért kitüntetés II. osztály (1998)
- Az év magyar csapatának tagja (1998)
- A Magyar Köztársasági Érdemrend lovagkeresztje (2004)
- Az év magyar vívója (2007)